# Sokrates Chrestos
Sokrates Chrestos lub Nikomedes V (gr. Σωκρατης Χρηστος, Sōkratēs Khrēstos; Νικομήδης, Nikomḗdēs) (zm. 89 p.n.e.) – król Bitynii w latach 91-90 p.n.e. Syn Nikomedesa III Euergetesa, króla Bitynii. Walczył ze starszym bratem Nikomedesem IV Filopatorem o władzę. W 91 r. zdobył tron dzięki Mitrydatesowi VI Eupatorowi Dionizososowi, królowi Pontu, który wysłał go z wojskiem na Bitynię. Prawdopodobnie panował pod imieniem Nikomedes V. Rzymianie jednak po roku ponownie wprowadzili Nikomedesa IV na tron bityński, usuwając Sokratesa. Mitrydates VI, chcąc przypodobać się Rzymianom, zgładził Chrestosa, przeciw któremu senat rzymski nakazał wyprawę wojenną.